# Chambers (Nebraska)
Chambers és una població dels Estats Units a l'estat de Nebraska. Segons el cens del 2000 tenia 333 habitants.

## Demografia
Segons el cens del 2000, Chambers tenia 333 habitants, 153 habitatges, i 102 famílies. La densitat de població era de 128,6 habitants per km².
Dels 153 habitatges en un 22,9% hi vivien nens de menys de 18 anys, en un 59,5% hi vivien parelles casades, en un 5,2% dones solteres, i en un 33,3% no eren unitats familiars. En el 32,7% dels habitatges hi vivien persones soles el 15,7% de les quals corresponia a persones de 65 anys o més que vivien soles. El nombre mitjà de persones vivint en cada habitatge era de 2,18 i el nombre mitjà de persones que vivien en cada família era de 2,75.
Per edats la població es repartia de la següent manera: un 21% tenia menys de 18 anys, un 5,4% entre 18 i 24, un 20,4% entre 25 i 44, un 29,4% de 45 a 60 i un 23,7% 65 anys o més.
L'edat mediana era de 47 anys. Per cada 100 dones de 18 o més anys hi havia 87,9 homes.
La renda mediana per habitatge era de 24.750 $ i la renda mediana per família de 28.611 $. Els homes tenien una renda mediana de 23.750 $ mentre que les dones 17.778 $. La renda per capita de la població era de 14.941 $. Aproximadament el 4,8% de les famílies i el 7,6% de la població estaven per davall del llindar de pobresa.

## Poblacions més properes
El següent diagrama mostra les poblacions més properes.